# Quest Pistols
I Quest Pistols sono una band pop rock ucraina formata nel 2007. I suoi membri sono entrati nel mondo della musica come ballerini in uno show di ballo chiamato "Quest Ballet". Il 1º aprile 2007 si sono cimentati come cantanti durante lo show "Chance" con il brano "Я устал" e hanno ricevuto 60000 televoti positivi. Anche se inizialmente il tutto era nato come un pesce d'aprile, spinti dal successo decisero di andare avanti e creare la band. Dal giorno della sua formazione, la band ha pubblicato due album in studio, "Для Тебя..." nel 2007 e "Superklass" nel 2009, ed un EP "Волшебные краски + ROCK'N'ROLL и кружева" nel 2008.
Nel 2008 la band ha vinto il premio MTV Europe Music Awards 2008 come miglior gruppo ucraino dell'anno. Nel corso dello stesso anno, il gruppo ha partecipato con la canzone Мама nella colonna sonora del videogioco Grand Theft Auto IV, presente nella radio fittizia Vladivostock FM.

## Discografia

### Album in studio
- 2007 – Dlja tebja...
- 2009 – Superklass

### EP
- 2008 – Волшебные краски + ROCK'N'ROLL и кружева

### Canzoni non incluse in album
- 2010 - Я твой наркотик
- 2010 - Революция (feat. Arthur Pirozhkov)
- 2011 - Ты так красива
- 2011 - Жаркие танцы
- 2011 - Ты Похудела (feat. Lolita)
- 2012 - Утомленное солнце (feat. Lena Katina)